# Li Jing
Li Jing (9 agosto 1991) è una pallavolista cinese.
Gioca nel ruolo di schiacciatrice nello Jiangsu.

## Carriera
La carriera professionistica di Li Jing inizia nella stagione 2010-11, quando debutta nella Volleyball League A cinese con lo Zhejiang, classificandosi al quarto posto. Dopo il terzo posto della stagione 2012-13, nella stagione seguente si aggiudica il primo scudetto della propria carriera, venendo premiata anche come MVP e miglior schiacciatrice del campionato; fa così il suo debutto in nazionale al Montreux Volley Masters 2014, per poi vincere la medaglia d'oro alla Coppa asiatica 2014 e quella d'argento ai XVII Giochi asiatici.
Nel campionato 2014-15, pur risultando la miglior realizzatrice del torneo, non va oltre il quarto posto; con la nazionale vince invece la medaglia d'oro alla Coppa asiatica 2016, premiata come miglior giocatrice e miglior schiacciatrice; raggiunge un'altra finale scudetto nel campionato 2016-17, uscendo questa volta sconfitta. Nella stagione 2017-18, dopo l'eliminazione del suo club alla corsa per i play-off scudetto, gioca in prestito con lo Jiangsu.

## Palmarès

### Club
- Campionato cinese: 1

2013-14

### Nazionale (competizioni minori)
- Coppa asiatica 2014
- Giochi asiatici 2014
- Coppa asiatica 2016
- Montreux Volley Masters 2017

### Premi individuali
- 2015 - Volleyball League A: Miglior schiacciatrice
- 2015 - Volleyball League A: MVP
- 2016 - Coppa asiatica: Miglior schiacciatrice
- 2016 - Coppa asiatica: MVP